# Correspondance de Voltaire

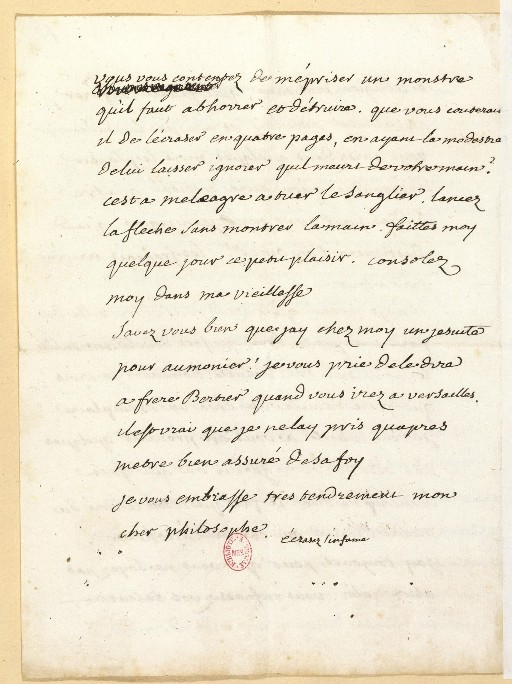
Lettre du 28 septembre 1763 contenant la fameuse phrase « Écrasez l'infâme ! »

La Correspondance de Voltaire est constituée de plus de 15 000 lettres adressées à environ 1 400 correspondants. 
Elle s’étend sur presque 75 ans, de 1704, quand Voltaire avait 10 ans, à 1778, année de sa mort.
Son édition de référence est publiée en treize volumes dans la Bibliothèque de la Pléiade.

## Corpus
Le corpus de lettres est un ensemble hétéroclite et incomplet, aux contours incertains, produits des hasards de la conservation et des aléas de l’édition, toujours lacunaire, à jamais incomplet, définitivement inachevé. La qualité des sources est également très inégale : manuscrits partiellement ou entièrement de la main de Voltaire, manuscrits de la main de secrétaires, copies plus ou moins tardives, imprimés contemporains ou posthumes.
Sont aujourd'hui connues 350 lettres à Frédéric II de Prusse, 1200 lettres à D’Argental (l’« ange parisien » prêt à rendre tous les services), 350 lettres à D’Alembert, 650 lettres à Madame Denis, nièce, maîtresse, gouvernante et héritière, 160 lettres à la marquise du Deffand (dont Voltaire n’ignore pas qu’elle en donne lecture aux habitués de son salon). Mais seulement 16 lettres à Diderot, et 10 de Diderot à Voltaire. Il manque également la correspondance avec Madame du Châtelet, probablement brûlée par sa famille, ainsi que les vraies lettres envoyées de Prusse à Madame Denis, mais récupérées à son retour par Voltaire pour forger sa Paméla.
Le nombre de lettres conservées varie beaucoup au fil des ans : pour la période 1704-1734, il est à peine supérieur à 500 ; pour la période 1734-1739, d’un peu plus de 2100, alors que pour les seules années 1773 ou 1776, il atteint 400 ou 500. Il est proportionnel au nombre des relations et des activités de Voltaire, sans doute aussi à sa célébrité qui a de plus en plus incité les destinataires à garder précieusement les originaux, et à leurs amis à en prendre des copies. Les destinataires sont français, anglais, allemands, russes, italiens, suédois, etc. Ce sont des parents, des gens du monde ou des souverains, des princes, des ministres. Avec certains les relations épistolaires durent presque toute la vie. Avec d’autres elles sont ponctuelles.
Chaque époque est marquée par une préoccupation dominante, parfois une obsession, souvent celle d’une affaire : Calas, Sirven, les troubles de Genève ; ou d'une querelle : Maupertuis, La Beaumelle,

## Signification
Toutes ces lettres forment une masse documentaire de premier ordre qui permet une plus précise connaissance de l’œuvre et de son histoire. C'est aussi le journal d’une vie, la chronique d’un siècle, l'itinéraire d’une pensée.
Seulement allusive quand il est question d’une œuvre en cours, la correspondance devient insistante, au point de tomber parfois dans le rabâchage quand elle recherche une efficacité polémique. C’est une arme, offensive et défensive, l’arme légère qui vient compléter l’armement plus lourd, le pistolet par rapport au mousquet des Contes, ou au canon du Dictionnaire philosophique.
C'est aussi une chronique du siècle. Littéraire d’abord, scientifique et métaphysique avec Madame Du Châtelet, poético-didactique avec le Frédéric II de Prusse, mondaine à Versailles ou à Sceaux, érotique avec Madame Denis pendant les séjours à la Cour, politique pendant la guerre de Sept Ans, juridique au temps du ministère Maupéou, économique et réformatrice avec les physiocrates, traitant de législature et de stratégie avec Catherine II. C'est enfin une arme de combat pendant les polémiques avec Jean-Jacques Rousseau, les affaires Calas, Sirven et du Chevalier de La Barre. Mais de certaines de ses œuvres, en particulier les Contes ou les œuvres polémiques Voltaire ne dit rien. 
Le corpus constitue un objet délicat à interpréter. D'un ton variant selon les destinataires, il est composé d’énoncés parfois véridiques, fréquemment fallacieux, souvent au service d'une mise en scène : artifices épistolaires, lettres ostensibles, dénégations éhontées sur la paternité de ses œuvres.

## Place dans l’œuvre
La place de la Correspondance dans l’œuvre de Voltaire est discutée. Pour certains, il s'agit de son chef-d’œuvre, pour d'autres, « la Correspondance n'est pas son œuvre, elle est à côté de l’œuvre. Née de la volonté d’exalter la mémoire de l’homme, de le défendre, elle est le produit d’un geste à la fois éditorial et politique. Elle est du côté de l'homme, de son rapport avec les autres et avec le langage : c'est à cette position spécifique qu'elle doit tout son intérêt. »

## Histoire éditoriale

### Contrôle
Quelques lettres seulement ont été publiées du vivant de Voltaire, sous son contrôle et dans un but bien précis. Ainsi la lettre à l'éditeur genevois Cramer du 25 février 1759, dans laquelle il lui demande de lui procurer Candide, dont il déclarait tout ignorer, a comme objectif de le protéger d’éventuelles persécutions des autorités genevoises tout en niant la paternité de l’œuvre. Quant à la lettre de M. de Voltaire à l’auteur des Éphémérides du citoyen, publiée dans le Mercure de France de mai 1775, c'est un éloge de Turgot et des libertés économiques.
Comme il le faisait souvent pour certaines de ses œuvres, Voltaire nia la paternité des Lettres secrètes de M. de V. « Il faut être aussi malavisé pour imprimer de telles fadaises que frivole pour les lire. », réagit-il. De même les éditeurs des Lettres de M. de Voltaire à ses amis du Parnasse, parues en 1766. furent qualifiés de « chiffonniers qui ramassent des ordures. » 
Sur les 351 lettres connues adressées par Voltaire à Frédéric II, 19 seulement ont été publiées de son vivant, pour la plupart dans ses propres œuvres, du fait de leur caractère littéraire. Elles ne sont pas publiées intégralement. Ainsi la lettre de février 1775 ne contient dans l’édition encadrée, que les vers qui y étaient inclus. 

### Réécritures
La première édition substantielle de la Correspondance de Voltaire se trouve dans l'édition dite de Kehl, publiée sous la direction de Beaumarchais et Condorcet de 1779 à 1789. Elle occupe 18 volumes sur 70 et comprend environ 4500 lettres. 
Les éditeurs considéraient que ces lettres méritaient publication du seul fait que Voltaire les avait écrites. Mais ils se sont d'abord livrés à un tri : « On n’a pas imprimé toutes les lettres qu’on a pu recueillir ; on a supprimé celles qui, n’apprenant rien sur l’auteur, ni sur ses ouvrages, qui, ne renfermant aucun jugement sur les hommes, sur les affaires, ou sur les livres, n’auraient pu avoir d’intérêt. » 
De la même manière qu'ils ont mélangé le Dictionnaire philosophique et les Questions sur l'encyclopédie pour en tirer un seul texte, les éditeurs de Kehl ont également « amélioré » le texte des lettres, regroupant trois, quatre ou même cinq billets différents, jugés isolément indignes de la publication, en une seule lettre, pourvue d’une date approximative.  

### Chronologie et complétude
Entre 1829 et 1834, Beuchot entreprend une nouvelle édition des Œuvres de Voltaire. En ce qui concerne la Correspondance, il se livre à trois modifications importantes par rapport à l'édition de Kehl : rétablissement de l'ordre chronologique des lettres (tout en émettant d'importantes réserves sur la datation de certaines) ; publication d'inédits retrouvés entre-temps ; ajout de nombreuses notes explicatives supplémentaires à celles de Kehl, qu'il reprend dans son édition. Mais il n'a accès qu'à très peu de manuscrits qui lui permettraient de détecter les mélanges faits par les éditeurs précédents et, comme eux, ne recherche pas la complétude : « Je n'ai admis que les lettres qui m'ont paru avoir quelque intérêt. La Correspondance de Voltaire n'est déjà que trop volumineuse. Que serait-ce donc si l'on avait toutes ses lettres ? »
Presque cinquante ans plus tard, Louis Moland entreprend pour l'éditeur Garnier une autre édition des Œuvres de Voltaire. Son principal apport, dans les volumes de Correspondance est l'ajout de nombreuses lettres retrouvées depuis la parution des volumes de Beuchot, leur datation impliquant parfois la correction de datations précédentes. Il maintient l'ordre chronologique, ajoute une table analytique, tout en regrettant également de n'avoir disposé que d'un accès limité aux manuscrits.
Certaines des erreurs induites par ces accès de seconde main aux textes ont commencé à être rectifiées, principalement par la critique interne. Mais toutes ces éditions restaient fautives, jusqu'à ce que Besterman en entreprenne une refonte complète, parue de 1968 à 1977. Contrairement à Beuchot et à Moland, il vise la complétude totale, et réunit environ 15 000 lettres, en se basant sur les manuscrits. Ses recherches lui ont permis de constater que « le texte classique de Moland ne contient pas une seule lettre imprimée avec une entière exactitude, tandis que la moitié renferme des imperfections plus ou moins graves. »

## Éditions

### Éditions anciennes
- Œuvres complètes de Voltaire, Kehl, De l'Imprimerie de la Société littéraire typographique, 1785-1789. 70 volumes, dont 18 de Correspondance. (LII à LXIX). Environ 4500 lettres, qui sont présentées en sept séries : 1) Lettres en vers et en prose ; 2) Correspondance avec Frédéric II ; 3) Correspondance avec les princes de Prusse ; 4) Correspondance avec l'Impératrice Catherine ; 5) Correspondance avec divers souverains ; 6) Correspondance avec D'Alembert ; 7) Correspondance générale[18].

- Œuvres de Voltaire, avec préfaces, avertissements, notes, etc., par M. Beuchot, 1829-1834[19]. 72 volumes, dont 19 de Correspondance (LI à LXX). Édition chronologique. 7473 lettres[20].
- Œuvres complètes de Voltaire, éd. Louis Moland. Paris, Garnier, 1877-1885. 52 volumes, dont 18 de Correspondance (XXXIII à L). Édition chronologique. 10372 lettres, incluant des lettres reçues par Voltaire[21].

### Éditions récentes

#### Éditions complètes
- Œuvres complètes de Voltaire, Volumes 85-135, édition de Théodore Besterman, Oxford, Voltaire Foundation, 1968-1977, 21 221 lettres[a].
- Correspondance, Édition de Théodore Besterman, Gallimard, Bibliothèque de la Pléiade, 1977-1993, 13 volumes, 15 284 lettres[b].

#### Lettres choisies
- Voltaire en sa correspondance, extraits réunis par Raphaël Roche, Bordeaux, Éditions L'Escampette, 1995-1999, 8 volumes : 1) Aphorismes ; 2) Caractères et humeurs ; 3) De quelques idées ; 4) Combats, suivi de Voltaire et les juifs et Voltaire écologiste ; 5) Du plaisir & de l'argent ; 6) Dithyrambes & outrages ; 7) Reflets d'époque ; 8) Des Lettres et de la médecine.
- Correspondance choisie, édition de Jacqueline Hellegouarc'h, Livre de poche ("La Pochothèque"), 1997, 906 lettres.
- Lettres choisies, édition de Nicolas Cronk, Gallimard ("Folio classique", n° 6268), 1997, 260 lettres.
- Voltaire, D'Alembert, Condorcet, Correspondance secrète, édition de Linda Gil, Rivages ("Rivages Poche"), 2021.